# Batalla de Tawurgha
La Batalla de Tawurgha fue un enfrentamiento militar entre las fuerzas opositoras al régimen de Gaddafi y las fuerzas leales al Gobierno; se produjo alrededor del pueblo de Tawurgha, y es parte de la rebelión en Libia de 2011
Después de meses de estancamiento, los combatientes de la oposición libia atacaron a través de otra línea del frente contra Gaddafi, atrapando a sus tropas y capturando el pueblo de Tawurgha, utilizado para realizar ataques con cohetes y francotiradores contra civiles en la ciudad rebelde de Misrata.
La ofensiva militar fue una operación conjunta que involucró a varios grupos de combatientes rebeldes libios y ataques de la OTAN por aire.

## Batalla
El 11 de agosto, las fuerzas rebeldes, incluyendo de 3 a 6 carros de combate, avanzaron sobre Tawargha desde el sur y el este. Al Jazeera describió la ofensiva como "una operación muy coordinada con la OTAN", que al parecer habría llevado a cabo ataques aéreos contra las fuerzas leales al régimen en apoyo de los rebeldes.
Después de casi dos días completos de lucha, los rebeldes se adjudicaron la victoria la noche del 12 de agosto. 
Un combatiente informó que a pesar de la batalla había sido muy intensa al principio, muchos soldados leales finalmente huyeron. 

### 13 de agosto
El 13 de agosto, bajo nivel de intensidad de lucha donde supuestamente continuaron en el casco antiguo de Taworgha donde tropas de la oposición intentaron eliminar y negociar con los francotiradores leales al gobierno y mercenarios. 
De acuerdo con reporteros de Al Jazeera que presenciaron los hechos, un comandante rebelde fue asesinado a tiros mientras trataba de negociar la rendición de algunos soldados. 
Ali Ahmed al Sheh, un comandante rebelde, afirmó que soldados leales al gobierno utilizaron a civiles como escudos humanos, evitando que sus fuerzas usaran ametralladoras pesadas. [cita requerida]
Al final del día, un portavoz del Consejo Nacional de Transición de Libia, dijo que Taworgha había sido asegurada.

## Consecuencias
Rebeldes habrían avanzado a las posiciones más allá de la ciudad, capturando un puente en la carretera que une a Sirte con la ciudad de Misrata; se informó del bombardeo de misiles pesados que habían sido dirigidos contra la población. 